# Carlos Jara Saguier
Carlos de los Santos Jara Saguier (Asunción, 1 de noviembre de 1950) es un exfutbolista y entrenador paraguayo.
Originario del barrio Santísima Trinidad, es el duodécimo hijo del matrimonio entre Críspulo Jara Román y Lidia Saguier. Con su apellido detrás, llamó la atención desde las inferiores de Cerro Porteño, donde se lo consideraba una promesa, y causó gran impacto al debutar en la Primera División en 1968, resultando 4 veces campeón de Liga (en 1970 y el tricampeonato entre los años 1972 y 1974).
En 1975 fue fichado por Cruz Azul, donde permaneció 8 años. Es recordado como uno de los máximos referentes históricos del conjunto celeste, convertido en un pilar en la obtención del bicampeonato de Liga en 1979 y 1980, además del segundo puesto en 1981. Regresó a Paraguay en 1983 para jugar con Libertad y tuvo un segundo periodo con Cerro Porteño entre 1984 y 1985. Pasó los últimos años de su carrera con General Caballero y Sportivo Trinidense, donde se retiró en 1987.
Como entrenador ha destacado con el combinado sub-23 de Paraguay, con el cual obtuvo la primera medalla olímpica del país (plata) en los Juegos Olímpicos de Atenas 2004, y el título del Torneo Preolímpico Sudamericano en 2024. Dirigió a la sub-17 en la Copa Mundial de 2015, y a nivel absoluto, disputó la Copa América 2004, en la que fue eliminado en cuartos de final a manos de Uruguay.

## Futbolista

### Cerro Porteño
Nacido el 1 de noviembre de 1950 en el barrio de Santísima Trinidad, es el duodécimo de trece hijos del matrimonio entre Críspulo Jara Román (1894-1953) y Lidia Saguier (1910-1983), y el sexto integrante de la dinastía «Jara Saguier» del fútbol paraguayo. El 14 de julio de 1957, siguiendo a sus hermanos Enrique y Ángel, estuvo presente en el estadio de Puerto Sajonia viendo el triunfo de Paraguay sobre Uruguay con 5-0 en el marcador, resultado que los clasificó al Mundial de Suecia 1958.
Tuvo sus inicios en el Sport Teleco (de la Radio Teleco), donde comenzó jugando como «10», aunque su altura le permitió fungir también como delantero. Fue observado por el ingeniero Ashwell durante una final y este lo invitó a sumarse a Olimpia. Sin embargo, su hermano Enrique se comunicó con el general Pablo Rojas, presidente de Cerro Porteño, luego de saber que Carlos ya se había presentado a entrenar con las inferiores de Olimpia:

«Hablé con el mejor dirigente que tuvo Cerro en su historia, el general Pablo Rojas, una gran persona. Le dije: mire que va a firmar por Olimpia. 'No, traelo acá'. Apenas llegó Carlos lo recibió en la puerta, le puso su mano en el hombro y le dijo: 'Entrá, hijo, esta es tu casa, te vas a quedar con nosotros'.»
Enrique, hermano mayor de Carlos.

Se presentaron en la casa familiar para hablar con su madre Lidia, con quien llegaron a un acuerdo, y al día siguiente ya entrenaba en la entidad porteña. Se estipuló su llegada al club, junto a su hermano menor Críspulo, mediante el pago de un millón quinientos mil guaraníes en 1963.
Carlos se conformó como un futbolista de gran personalidad, con un estilo de juego elegante y sencillo bajo la dirección de Sinforiano García, su único entrenador en las inferiores. No obstante, tras arribar al primer equipo, se vio convertido en volante de marca, luego de hacer su aparición como creativo. Esto se debió, en gran medida, por coincidir en el terreno de juego con el también emergente Saturnino Arrúa. En 1970 se consolidó como titular en el equipo que levantó el título, y poco después obtuvo los subsecuentes de 1972, 1973 y 1974; en éste último afianzado como el eje a la ofensiva del conjunto cerrista (luego de la salida de Arrúa en el año de 1973), además de tener participación en la Copa Libertadores de América.

### Cruz Azul

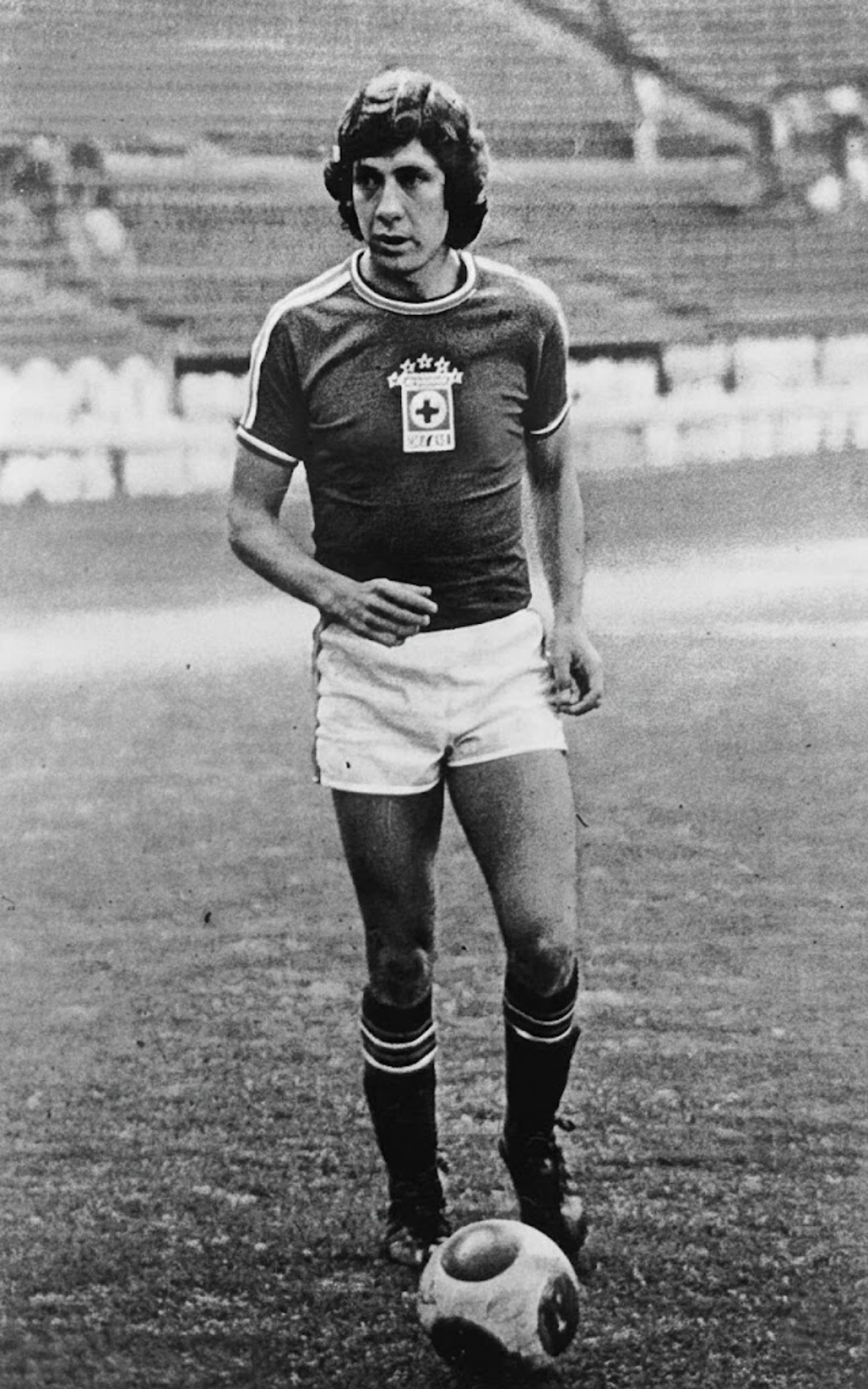
Retrato en 1976.

Guillermo Álvarez Macías, entonces presidente de Cruz Azul, firmó a Carlos en 1975 para suceder a Héctor Pulido, quien dejaría el club en dos años. De acuerdo al plan de trabajo estípulado por Don Guillermo, Saguier sería el eje del mediocampo hasta 1983, pero en primera instancia le ofreció un contrato por 4 años. A solo 20 días de haber arribado a México, el equipo tenía organizada para su pretemporada una gira por China. En esa época Paraguay no mantenía relaciones diplomáticas con los países de la órbita comunista, lo que derivó en un impensado incidente que afectó a la delegación mexicana. Carlos declaró lo siguiente sobre el altercado tiempo después:
«Viajamos tres paraguayos con el equipo, Eladio Vera, Herminio Céspedes y yo. Y cuando llegamos a la aduana del aeropuerto de Pekín, las autoridades chinas no nos querían dejar ingresar al país a los paraguayos. Los dirigentes les dijeron a los chinos que el convenio de intercambio (acordado entre los presidentes Echeverría, de México y Mao Tse-tung, de China) preveía la presentación del Cruz Azul con sus estelares y que los paraguayos formábamos parte de ellos. Al final nos dejaron ingresar».
El 2 de noviembre de 1975 se presentó en el fútbol mexicano en la derrota 1-0 ante Atlético Potosino en el Plan de San Luis. Se mantuvo alternando los minutos con Pulido en el tiempo que coincidieron en el plantel. Finalmente se adueñó de la titularidad en el equipo en 1977, al tiempo que sus registros siguieron aumentando, anotó el primer y único triplete registrado en su carrera el 4 de marzo de 1978 contra la Universidad de México.

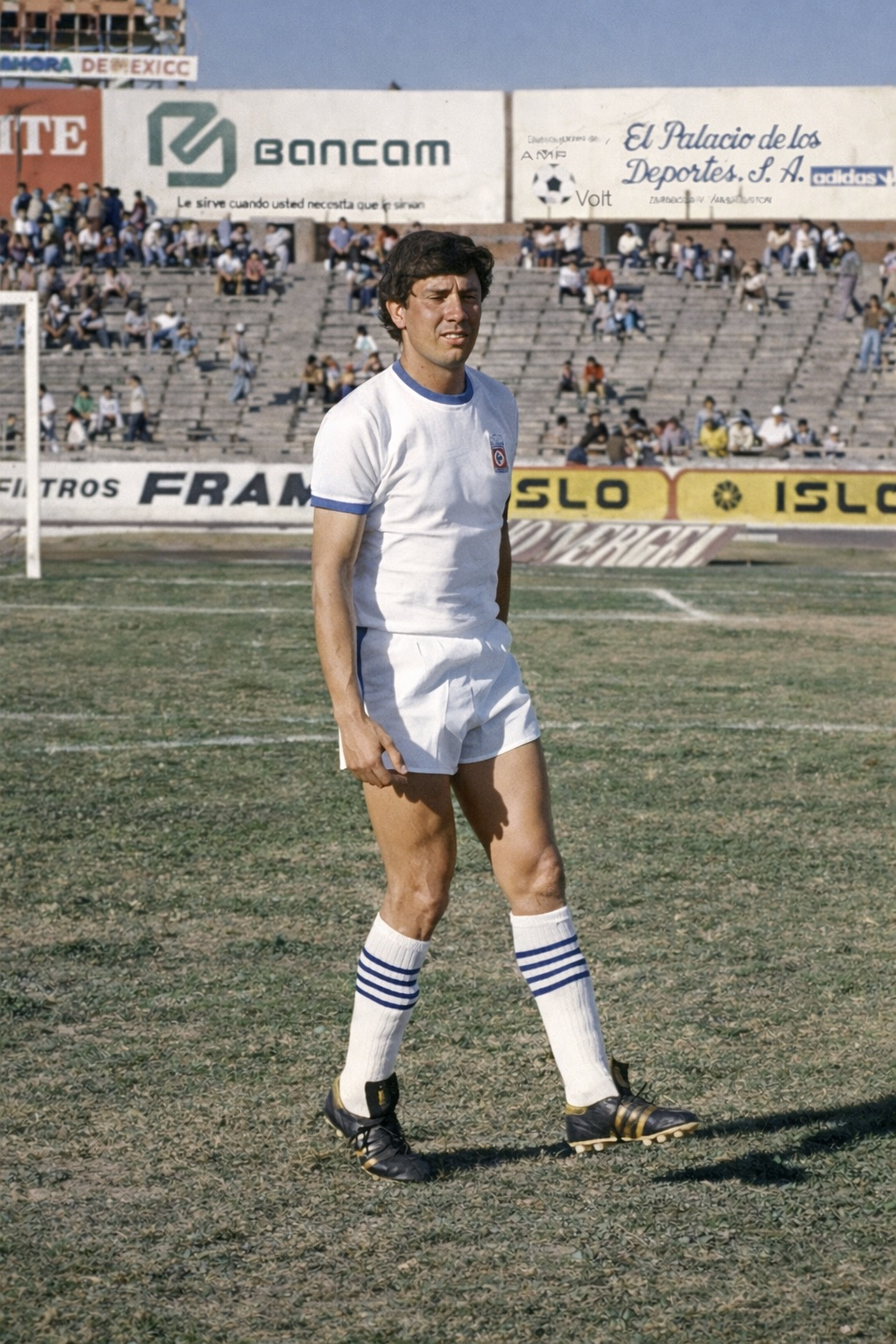
Retrato en 1978.

La campaña 1977-78 resultó ser la mejor de su carrera (de la que se tenga registros), luego de finalizar la temporada regular con 10 goles. En tanto, en los play-off marcó un doblete en el juego de vuelta de los cuartos de final contra Toluca (el del triunfo al minuto 114 de prórroga), que fue decisivo para acceder a los cuatro mejores del torneo (con 3-2 en el global), donde fueron eliminados 3-1 ante los Tigres de la UANL.
Finalmente en la temporada 1978-79 alcanzaron la final del torneo ante la Universidad de México, la cual se decidió en el partido de vuelta en el estadio Azteca con Jara Saguier anotando el tanto que abrió el marcador 1-0 en la serie, luego de una sucesión de rebotes en el área rival, que concluyó con el triunfo 2-0 en el marcador. Significó el sexto título de Cruz Azul en el fútbol mexicano y Carlos fue nombrado el Jugador Más Valioso de la serie.
El Real Zaragoza se puso en contacto con Carlos para adquirir su pase en 1979, con el fin de luchar su permanencia en la Primera División Española. Habiendo sido clave en la reciente conquista del título, Guillermo Álvarez Cuevas tomó las riendas del proyecto que había iniciado su padre (fallecido en 1977) y le ofreció las facilidades para renovar su contrato hasta 1983, como se tenía previsto en la institución. Repetían el título en 1980 frente a los Tigres, con un triunfo 1-0 en el partido de ida y un espectacular empate 3-3 en el juego de vuelta, Cruz Azul se consagraba campeón por séptima ocasión en su historia.

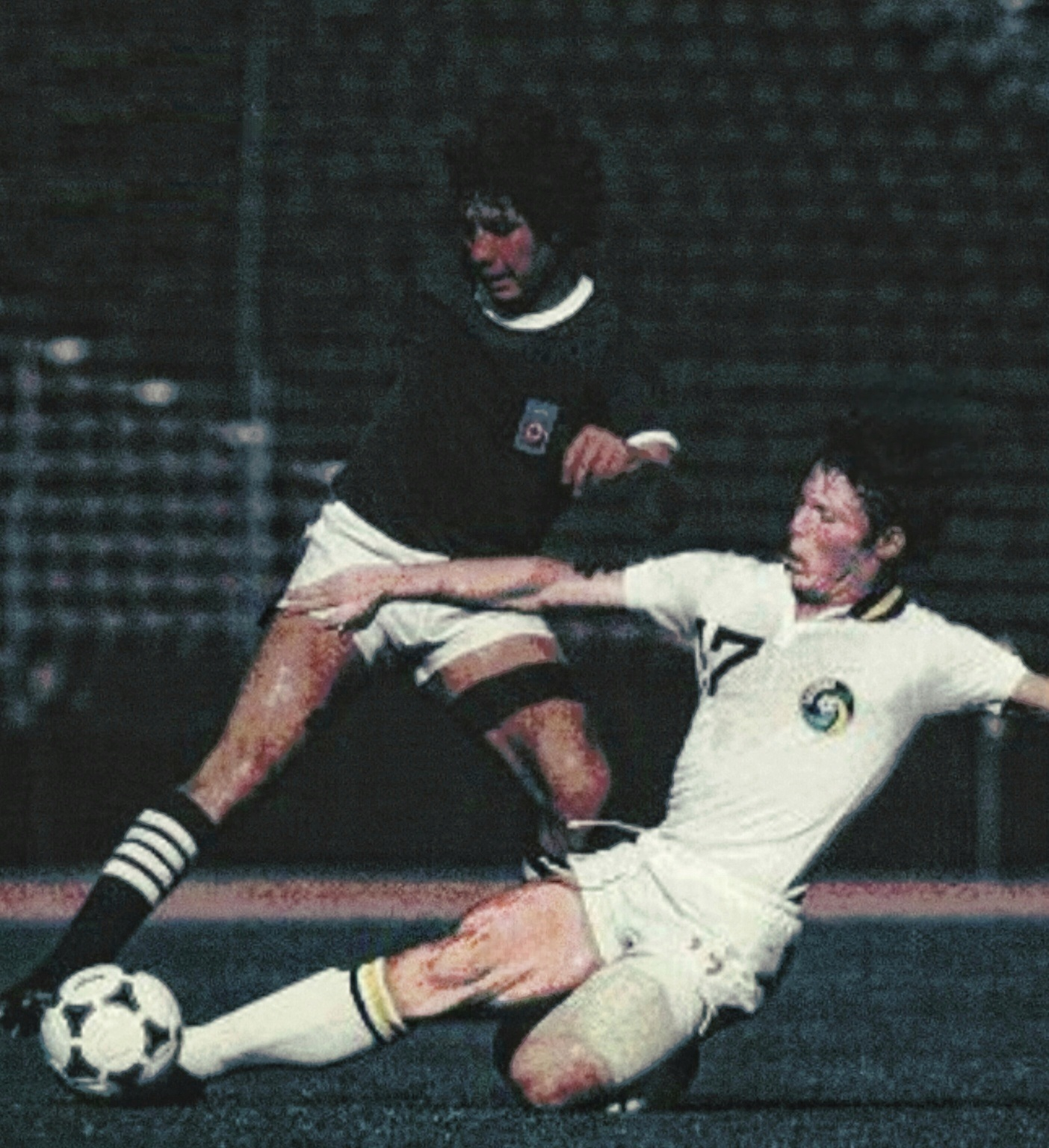
Saguier disputando un balón contra el norteamericano Rick Davis en 1980.

En el campeonato de 1981 alcanzaron nuevamente la final contra la Universidad Nacional, sin embargo, estos tomaron revancha de la final de 1979 y se quedaron con el título con 4-2 en la serie. En el juego de vuelta disputado en el Olímpico Universitario, Carlos fue expulsado en el minuto 66 del encuentro tras realizar una fuerte entrada a Hugo Sánchez, cuando la serie se encontraba 3-2 en el marcador global.
En los años siguientes, el conjunto celeste atravesó un periodo de reestructuración institucional y deportiva que incluyó, entre otros cambios, la salida en 1982 del entrenador Ignacio Trelles, a quien Carlos llegó a describir como una segunda figura paterna en su formación profesional. Pese a la salida de varios referentes del plantel, Saguier continuaba en los planes del club para la segunda mitad de la década, y se contemplaba la extensión de su contrato por al menos 2 años adicionales. Tristemente, el fallecimiento de su madre, Lidia, en marzo de 1983 lo llevó a ausentarse de México durante algunas semanas, y al llegar el momento de la renovación, optó por regresar a Paraguay con el fin de permanecer más cerca de su entorno familiar, dejando al equipo luego de 8 temporadas, donde la presencia y solvencia que imprimía en el mediocampo, además de su fortaleza física para el juego ofensivo, lo sacaron avante para ser reconocido como uno de los mejores volantes de contención de la época.

### Retorno a Paraguay
A mediados de 1983 ficha con Libertad, con el cual finalizó en la tercera posición del torneo y alcanzó la ronda de semifinales. En enero de 1984 regresó con Cerro Porteño. En su segunda etapa con el club obtuvo el segundo puesto del campeonato en 1984 y disputó la Copa Libertadores 1985.
En 1986 firmó con General Caballero bajo la dirección de Ramón Rodríguez. Como capitán del equipo, se consagró campeón de la Segunda División y obtuvieron su pase al máximo circuito. El Moncho le pidió quedarse para disputar la Primera División, sin embargo, Carlos tenía en mente dar por finalizada su etapa como jugador y empezar a fungir como técnico. Ocupando el cargo de jugador-entrenador, decidió firmar con Sportivo Trinidense, y resultó ganador de la Primera División B Metropolitana en 1987, superando al conjunto de General Bernardino, su más cercano perseguidor. Colgó los botines en diciembre del mismo año, luego de 19 años de carrera deportiva.

## Entrenador

### Primeros años
Se mantuvo como entrenador en jefe de Sportivo Trinidense hasta finales de 1988. Dirigió un par de meses a Sportivo Iteño y recaló en Rubio Ñu a mediados de 1989, con el cual finalizó como subcampeón de la Segunda División. En 1991 estuvo a cargo de la selección de Coronel Oviedo en el Campeonato Nacional de Interligas, donde alcanzó la ronda de semifinales tras caer 4-2 ante Paranaense.
Estuvo a cargo de Sol de América en 1992, con el que debutó en Primera División. Continuó su formación en el equipo filial de Cruz Azul en la ciudad de Oaxaca y fue el segundo entrenador de Enrique Meza mientras dirigió a Cruz Azul (entre 1994 y 1996) y Toros Neza (entre 1996 y 1997). Poco después dirigió a Cruz Azul Hidalgo hasta mediados de 1998. Previo al nuevo milenio, dirigió los clubes de Humaitá y el Monterrey de México (en este último con Ignacio Flores Ocaranza, excompañero de equipo, como su asistente técnico). El 25 de marzo de 1999, con el conjunto regiomontano, obtuvo el primer triunfo de un club mexicano como visitante en la Copa Libertadores tras derrotar 3-2 al Nacional en el estadio Gran Parque Central.
En 2001 tuvo la oportunidad de dirigir las selecciones juveniles de Paraguay de diecisiete y veinte años, de cara al torneo Juventud de América y el subsecuente Mundial sub-20. Sin embargo, le fue ofrecido el puesto de segundo entrenador de Ricardo Ferrero en el Toluca, por recomendación de Enrique Meza (quien dejó el cargo de entrenador del club para dirigir a la selección mexicana), con lo cual abdicó del cargo en los combinados, donde formó un grupo de jóvenes baluartes que buscaría reunir tiempo después. Con el club mexiquense finalizó en el segundo puesto del Invierno 2000, cayendo desde los once pasos en la final ante Morelia, y permació durante seis fechas del Verano 2001.

### Olimpíadas de 2004
A finales de 2003 fue designado para dirigir a la selección preolímpica que disputaría la clasificación para las Olimpíadas de 2004. La albirroja obtuvo su pase a los juegos tras finalizar en el segundo puesto, en gran medida, gracias al triunfo 1-0 ante Brasil con anotación de José Devaca, en lo que fue el último partido del torneo.
Poco después, Carlos fue elegido entrenador de la selección adulta para disputar la Copa América 2004 celebrada en Perú, conformando al equipo en su mayoría por los jóvenes que disputaron el torneo olímpico. Después de una fase de grupos casi perfecta con 2 victorias y 1 empate, incluido un nuevo triunfo 2-1 ante Brasil, quedaban eliminados en cuartos de final tras caer por 3-1 en el marcador ante Uruguay.
El 1 de agosto, desde su vuelo rumbo a Grecia, la delegación paraguaya observó el incendio del supermercado Ycuá Bolaños, evento que, en palabras de Carlos, sirvió como envión anímico para el grupo. En tierra olímpica el desempeño del combinado superó las expectativas. Tras batir la primera fase (con triunfos 4-3 ante Japón y 1-0 ante Italia, y una derrota 2-1 contra Ghana) el buen andar del equipo aumentó, se dejó en el camino a Corea del Sur (3-2) e Irak (3-1), y se llegó a la final de un torneo mundial por primera vez en la historia del país. Se enfrentaron a la Argentina de Marcelo Bielsa, que finalmente se hizo con la presea dorada con una solitaria anotación de Carlos Tévez al minuto 18. La medalla de plata conseguida por la selección sub-23 de Paraguay es considerado el más grande logro deportivo en la historia del país sudamericano.

### Años 2000
El 21 de septiembre de 2004 fue presentado como entrenador en jefe de Libertad para lo que restaba del Clausura, del cual finalizó en el segundo puesto con 31 puntos, siete por debajo de Cerro Porteño. El 25 de febrero de 2005 fue presentado como nuevo técnico de Querétaro. Se consagró campeón de la división de Ascenso en el Clausura, luego de vencer 3-2 en el marcador global a León, con lo que obtuvo su pase a la final de ascenso para acceder a la Primera División. Infortunadamente, terminaron cayendo ante San Luis por el mismo marcador global. Sobre el partido, Carlos felicitó al club de San Luis, pero se dijo molesto con el arbitraje de Mauricio Morales, quien desde su perspectiva, fue tendencioso a favor del equipo campeón, sin estar abierto al diálogo.
En el año 2007 tuvo una segunda etapa con Sol de América en el Apertura, y asumió el cargo de entrenador de Olimpia durante el Clausura. Finalizó en el tercer puesto del campeonato y obtuvo el pase del equipo para la Copa Sudamericana de 2008. Regresó a dirigió a Sol entre 2008 y 2009, donde tuvo un notable rendimiento, que le valió finalizar en la cuarta posición en el Clausura 2008. El 29 de agosto de 2009 presentó su renuncia tras una serie de malos resultados, que llegaron a su culminación con la derrota 1-0 ante el 3 de Febrero.

### Años 2010
El 29 de enero de 2014 fue nombrado como entrenador de la selección de Paraguay, correspondiente a la categoría de diecisiete años, para su preparación de cara al Sudamericano de la categoría (celebrado en el país). En dicho certamen, consiguieron su pase a la Copa Mundial tras vencer 2-1 en el último partido a Uruguay, con lo que se convirtieron en el cuarto equipo clasificado. En tierra chilena, el combinado se mantuvo con vida hasta el último encuentro de la fase de grupos, luego de un triunfo 4-1 ante Siria y un gran partido en la derrota 4-3 ante Francia. Sin embargo, se disputó el pase en la segunda posición ante Nueva Zelanda. Comenzaron abajo en el marcador desde el minuto 11, y consguieron el empate a cuenta de Marcelino Ñamandu a poco de terminar el primer tiempo. Desgraciadamente, una expulsión por doble tarjeta amarilla al propio centrocampista paraguayo al minuto 60 propició el segundo tanto neozelandés en el minuto 91 del encuentro, que decretó la derrota 2-1 y su despedida del torneo.
El 28 de junio de 2017 fue presentado como entrenador de Sportivo Trinidense (en su regreso desde 1988) durante un momento complicado del club. Estaban virtualmente descendidos y requerían una campaña de campeón para conseguir la permanencia. Pese a conseguir levantar anímicamente al plantel y cosechar triunfos importantes, no consiguió la suma de puntos necesaria y se marcharon de la categoría tras el final del Clausura.

### Olimpíadas de 2024
El 20 de octubre de 2023 fue presentado nuevamente como entrenador de la selección olímpica, de cara al Torneo Preolímpico Sudamericano 2024. En esta edición del torneo, Saguier tomó revancha ante el técnico argentino Bielsa, luego de que ambos disputaran la final de los Juegos Olímpicos de Atenas, tras remontar a sus dirigidos en selección de Uruguay con 4-3 en el marcador, después de ir perdiendo 3-1 en el trámite del partido. Terminando segundos de grupo, venció nuevamente en la competencia a Brasil 1-0 en el primer partido de la fase final, siendo la tercera victoria de su registro ante la Verdeamarela. Luego de un cardiaco y polémico empate 3-3 contra Argentina, y liderados por el capitán Diego Gómez Amarilla derrotaron 2-0 en el último partido al combinado local y se consagraron campeones del torneo por segunda ocasión en su historia desde la edición celebrada en casa de 1992, entonces dirigidos por Sergio Markarián, y obtenían su boleto al Torneo Olímpico de París 2024.
Pese a un turbulento inicio con la derrota 5-0 ante Japón y el poco apoyo recibido por parte de la federación para el armado del conjunto, la delegación paraguaya consiguió clasificarse a la siguiente fase tras superar 4-2 a Israel y 1-0 a Malí. Sin embargo, fueron eliminados por Egipto en cuartos de final 5-4 desde los once pasos, tras preservar el empate 1-1 en tiempo regular, con lo que finalizaba su participación en el certamen.
Luego de finalizar el evento multideportivo, recibió el tercer diploma olímpico para la delegación de fútbol de Paraguay (sumado a los conseguidos en Barcelona 1992 y Atenas 2004), tras finalizar en la sexta posición de la competencia. En el mes de septiembre, Elvio Paolorosso dio a conocer que, por cuestiones de presupuesto, el cuerpo técnico de Saguier estaba fuera de la selección.

### Cerro Porteño
El 30 de septiembre de 2024 fue presentado como entrenador de Cerro Porteño, en sustitución del español Manolo Jiménez Jiménez, durante la cena del 112 aniversario de la institución. Pese no emitirse ningún comunicado sobre su salida o dimisión del cargo, el 11 de diciembre el club anunció al argentino Diego Martínez como el nuevo DT de cara al año 2025, finalizando de esta manera la gestión de Saguier en la entidad porteña.

## Selección nacional
Debutó con selección paraguaya el 22 de octubre de 1970 en un empate 1-1 frente a Argentina, correspondiente al homenaje realizado para el delantero Arsenio Erico en el estadio Defensores del Chaco. Pese a tener un destacado año deportivo en 1979, fue relegado por el director técnico Ranulfo Miranda del equipo que se coronaría campeón en la Copa América de ese año frente a Chile. Su último partido fue el 31 de mayo de 1981 en la victoria 3-1 ante Ecuador, por las eliminatorias del mundial de España. Disputó 24 partidos y anotó dos goles como jugador internacional.

#### Participaciones en Eliminatorias Sudamericanas
| Eliminatorias   | Resultado      | Posición | Partidos | Goles | % gol |
| --------------- | -------------- | -------- | -------- | ----- | ----- |
| Mundial de 1974 | No clasificado | 4.º      | 3        | 0     | 0     |
| Mundial de 1978 | No clasificado | 6.º      | 4        | 2     | 0.5   |
| Mundial de 1982 | No clasificado | 8.º      | 1        | 0     | 0     |
| Total           | Total          | Total    | 8        | 2     | 0.25  |

#### Goles internacionales
| # | Fecha                 | Lugar                                   | Rival    | Gol   | Resultado | Competición                             |
| - | --------------------- | --------------------------------------- | -------- | ----- | --------- | --------------------------------------- |
| 1 | 24 de febrero de 1977 | El Campín, Teusaquillo, Bogotá          | Colombia | 0 - 1 | 0 - 1     | Clasificación para la Copa Mundial 1978 |
| 2 | 6 de marzo de 1977    | Defensores del Chaco, Sajonia, Asunción | Colombia | 1 - 1 | 1 - 1     | Clasificación para la Copa Mundial 1978 |

## Estadísticas

### Jugador
No se preservan registros en el fútbol paraguayo que puedan ser agregados. Se incluye una anotación registrada el 27 de octubre de 1974 en el triunfo 2-1 en el superclásico, que decretó el tricampeonato del conjunto azulgrana.
Se muestran registros en el fútbol mexicano (incluyendo los play-off ) y su desempeño en la Copa Libertadores y la Copa de Campeones. 
| Club                         | Temporada       | Div.            | Liga  | Liga  | Copas | Copas | Internacional | Internacional | Total | Total |
| Club                         | Temporada       | Div.            | Part. | Goles | Part. | Goles | Part.         | Goles         | Part. | Goles |
| ---------------------------- | --------------- | --------------- | ----- | ----- | ----- | ----- | ------------- | ------------- | ----- | ----- |
| Cerro Porteño Paraguay       | 1968            | 1.ª             | —     | —     | —     | —     | —             | —             | 0     | 0     |
| Cerro Porteño Paraguay       | 1969            | 1.ª             | —     | —     | —     | —     | —             | —             | 0     | 0     |
| Cerro Porteño Paraguay       | 1970            | 1.ª             | —     | —     | —     | —     | —             | —             | 0     | 0     |
| Cerro Porteño Paraguay       | 1971            | 1.ª             | —     | —     | —     | —     | 6             | 1             | 6     | 1     |
| Cerro Porteño Paraguay       | 1972            | 1.ª             | —     | —     | —     | —     | 6             | —             | 6     | 0     |
| Cerro Porteño Paraguay       | 1973            | 1.ª             | —     | —     | —     | —     | —             | —             | 0     | 0     |
| Cerro Porteño Paraguay       | 1974            | 1.ª             | 1     | 1     | —     | —     | 4             | —             | 5     | 1     |
| Cerro Porteño Paraguay       | 1975            | 1.ª             | —     | —     | —     | —     | 5             | —             | 5     | 0     |
| Cruz Azul · México           | 1975-76         | 1.ª             | 19    | 1     | —     | —     | —             | —             | 19    | 1     |
| Cruz Azul · México           | 1976-77         | 1.ª             | 25    | 6     | —     | —     | —             | —             | 25    | 6     |
| Cruz Azul · México           | 1977-78         | 1.ª             | 41    | 12    | —     | —     | —             | —             | 41    | 12    |
| Cruz Azul · México           | 1978-79         | 1.ª             | 42    | 10    | —     | —     | —             | —             | 42    | 10    |
| Cruz Azul · México           | 1979-80         | 1.ª             | 42    | 5     | —     | —     | —             | —             | 42    | 5     |
| Cruz Azul · México           | 1980-81         | 1.ª             | 41    | 6     | —     | —     | 4             | 1             | 45    | 7     |
| Cruz Azul · México           | 1981-82         | 1.ª             | 28    | 4     | —     | —     | 4             | 1             | 32    | 5     |
| Cruz Azul · México           | 1982-83         | 1.ª             | 17    | —     | —     | —     | —             | —             | 17    | 0     |
| Cruz Azul · México           | Total club      | Total club      | 255   | 44    | 0     | 0     | 8             | 2             | 263   | 46    |
| Libertad Paraguay            | 1983            | 1.ª             | —     | —     | —     | —     | —             | —             | 0     | 0     |
| Libertad Paraguay            | Total club      | Total club      | 0     | 0     | 0     | 0     | 0             | 0             | 0     | 0     |
| Cerro Porteño Paraguay       | 1984            | 1.ª             | —     | —     | —     | —     | —             | —             | 0     | 0     |
| Cerro Porteño Paraguay       | 1985            | 1.ª             | —     | —     | —     | —     | 4             | —             | 4     | 0     |
| Cerro Porteño Paraguay       | Total club      | Total club      | 1     | 1     | 0     | 0     | 25            | 1             | 26    | 2     |
| General Caballero Paraguay   | 1986            | 2.ª             | —     | —     | —     | —     | —             | —             | 0     | 0     |
| General Caballero Paraguay   | Total club      | Total club      | 0     | 0     | 0     | 0     | 0             | 0             | 0     | 0     |
| Sportivo Trinidense Paraguay | 1987            | 3.ª             | —     | —     | —     | —     | —             | —             | 0     | 0     |
| Sportivo Trinidense Paraguay | Total club      | Total club      | 0     | 0     | 0     | 0     | 0             | 0             | 0     | 0     |
| Parcial carrera              | Parcial carrera | Parcial carrera | 256   | 45    | 0     | 0     | 33            | 3             | 289   | 48    |

#### Selección
| Año   | Partidos | Goles |
| ----- | -------- | ----- |
| 1970  | 1        | 0     |
| 1971  | 4        | 0     |
| 1972  | 6        | 0     |
| 1973  | 4        | 0     |
| 1974  | 2        | 0     |
| 1975  | 2        | 0     |
| 1977  | 4        | 2     |
| 1981  | 1        | 0     |
| Total | 24       | 2     |

#### Hat-tricks
| 1 | 4 de marzo de 1978 | Estadio Azteca, México | Cruz Azul - Universidad | 6 - 3 | Anotado · Anotado · Anotado | Primera División 1977-78 |

### Entrenador
No se preservan registros íntegros del fútbol paraguayo (incluyendo la Primera, Segunda y Tercera categoría), por lo que la tabla siguiente presenta falta de información y verificabilidad. Se muestran datos al último partido dirigido el 28 de noviembre de 2024.
| Club/Selección             | País            | Año             | PD  | G   | E   | P   | GF  | GC  | DG  | %     |
| -------------------------- | --------------- | --------------- | --- | --- | --- | --- | --- | --- | --- | ----- |
| Coronel Oviedo (selección) | Paraguay        | 1991-1992       | 8   | 5   | 1   | 2   | 15  | 9   | +6  | 66.67 |
| Cruz Azul Oaxaca           | México          | 1993-1994       | 32  | 8   | 13  | 11  | 32  | 38  | -6  | 38.54 |
| Cruz Azul Hidalgo          | México          | 1997-1998       | 40  | 13  | 13  | 14  | 55  | 64  | -9  | 43.33 |
| Monterrey                  | México          | 1999            | 14  | 4   | 2   | 8   | 23  | 29  | -6  | 33.33 |
| Sportivo Luqueño           | Paraguay        | 2002            | 15  | 6   | 5   | 4   | 17  | 14  | +3  | 51.11 |
| Sport Colombia             | Paraguay        | 2003            | 9   | 2   | 2   | 5   | 14  | 20  | -6  | 29.63 |
| Paraguay sub-23            | Paraguay        | 2003-2004       | 16  | 9   | 1   | 6   | 26  | 26  | 0   | 58.33 |
| Paraguay                   | Paraguay        | 2004            | 4   | 2   | 1   | 1   | 5   | 5   | 0   | 58.33 |
| Libertad                   | Paraguay        | 2004            | 12  | 6   | 4   | 2   | 20  | 12  | +8  | 61.11 |
| Querétaro                  | México          | 2005            | 19  | 10  | 3   | 6   | 31  | 22  | +9  | 57.89 |
| 12 de Octubre              | Paraguay        | 2005            | 6   | 1   | 2   | 3   | 7   | 14  | -7  | 27.78 |
| Nacional                   | Paraguay        | 2006            | 13  | 4   | 3   | 6   | 31  | 28  | +3  | 38.46 |
| Aucas                      | Ecuador         | 2006            | 7   | 1   | 1   | 5   | 7   | 15  | -8  | 19.05 |
| Sol de América             | Paraguay        | 2007            | 14  | 4   | 5   | 5   | 11  | 12  | -1  | 40.48 |
| Olimpia                    | Paraguay        | 2007            | 16  | 9   | 2   | 5   | 27  | 19  | +8  | 60.42 |
| Sol de América             | Paraguay        | 2008-2009       | 64  | 23  | 15  | 26  | 87  | 87  | 0   | 43.75 |
| 3 de Febrero               | Paraguay        | 2010            | 9   | 2   | 2   | 5   | 8   | 14  | -6  | 29.63 |
| Sportivo Luqueño           | Paraguay        | 2010            | 11  | 1   | 5   | 5   | 12  | 19  | -7  | 24.24 |
| Cruz Azul Hidalgo          | México          | 2011-2012       | 47  | 10  | 17  | 20  | 55  | 74  | -19 | 33.33 |
| Independiente              | Paraguay        | 2012            | 7   | 0   | 2   | 5   | 3   | 10  | -7  | 9.52  |
| Paraguay sub-17            | Paraguay        | 2014-2016       | 14  | 7   | 3   | 4   | 36  | 25  | +11 | 57.14 |
| Sportivo Trinidense        | Paraguay        | 2017            | 22  | 4   | 7   | 11  | 20  | 28  | -8  | 28.79 |
| 2 de Mayo                  | Paraguay        | 2018            | 14  | 7   | 3   | 4   | 27  | 19  | +8  | 57.14 |
| Santaní                    | Paraguay        | 2019            | 6   | 1   | 1   | 4   | 4   | 10  | -6  | 22.22 |
| 2 de Mayo                  | Paraguay        | 2019            | 33  | 17  | 9   | 7   | 51  | 26  | +25 | 60.61 |
| Paraguay sub-23            | Paraguay        | 2023-2024       | 25  | 11  | 4   | 10  | 35  | 44  | -9  | 49.33 |
| Cerro Porteño              | Paraguay        | 2024            | 10  | 2   | 2   | 6   | 12  | 18  | -6  | 26.67 |
| Parcial carrera            | Parcial carrera | Parcial carrera | 487 | 169 | 128 | 190 | 671 | 701 | -30 | 43.46 |

#### Selecciones nacionales
| Paraguay          | 2003-04           | 4  | 2  | 1 | 1 | 1/4 | - | - | - | - | -  | - | - | - | -   | -  | - | - | - | 4  | 2  | 1 | 1  | 58.33 % | 5   | 5   | 0   |
| Paraguay          | Total             | 4  | 2  | 1 | 1 | -   | - | - | - | - | -  | - | - | - | -   | -  | - | - | - | 4  | 2  | 1 | 1  | 58.33 % | 5   | 5   | 0   |
| Paraguay sub-23   | 2003-04           | 8  | 4  | 1 | 3 | 2.º | - | - | - | - | 6  | 4 | 0 | 2 | 2.º | 2  | 1 | 0 | 1 | 16 | 9  | 1 | 6  | 58.33 % | 26  | 26  | 0   |
| Paraguay sub-23   | 2023-24           | 7  | 4  | 2 | 1 | 1.º | - | - | - | - | 4  | 2 | 1 | 1 | 6.º | 14 | 5 | 1 | 8 | 25 | 11 | 4 | 10 | 49.33 % | 35  | 44  | -9  |
| Paraguay sub-23   | Total             | 15 | 8  | 3 | 4 | -   | - | - | - | - | 10 | 6 | 1 | 3 | -   | 16 | 6 | 1 | 9 | 41 | 20 | 5 | 16 | 52.85%  | 61  | 70  | -9  |
| Paraguay sub-17   | 2014-15           | -  | -  | - | - | -   | 9 | 4 | 3 | 2 | -  | - | - | - | -   | 2  | 2 | 0 | 0 | 11 | 6  | 3 | 2  | 63.64%  | 28  | 18  | +10 |
| Paraguay sub-17   | 2015-16           | -  | -  | - | - | -   | - | - | - | - | 3  | 1 | 0 | 2 | FG  | -  | - | - | - | 3  | 1  | 0 | 2  | 33.33%  | 8   | 7   | +1  |
| Paraguay sub-17   | Total             | -  | -  | - | - | -   | 9 | 4 | 3 | 2 | 3  | 1 | 0 | 2 | -   | 2  | 2 | 0 | 0 | 14 | 7  | 3 | 4  | 57.14%  | 36  | 25  | +11 |
| Total selecciones | Total selecciones | 19 | 10 | 4 | 5 | -   | 9 | 4 | 3 | 2 | 13 | 7 | 1 | 5 | -   | 18 | 8 | 1 | 9 | 59 | 29 | 9 | 21 | 54.23%  | 102 | 100 | +2  |

##### Participaciones como seleccionador
| Mundial                         | Sede      | Selección             | Resultado        |
| ------------------------------- | --------- | --------------------- | ---------------- |
| Copa Mundial Sub-17 de 2015     | Chile     | Selección de Paraguay | Fase de grupos   |
| Copa América                    |           |                       |                  |
| Copa América 2004               | Perú      | Selección de Paraguay | Cuartos de final |
| Juegos Olímpicos                |           |                       |                  |
| Juegos Olímpicos de Atenas 2004 | Grecia    | Selección de Paraguay | Medalla de Plata |
| Juegos Olímpicos de París 2024  | Francia   | Selección de Paraguay | Cuartos de final |
| Torneo Preolímpico              |           |                       |                  |
| Preolímpico Sudamericano 2004   | Chile     | Selección de Paraguay | 2.do clasificado |
| Preolímpico Sudamericano 2024   | Venezuela | Selección de Paraguay | 1.er clasificado |
| Campeonato Sudamericano         |           |                       |                  |
| Sudamericano Sub-17 de 2015     | Paraguay  | Selección de Paraguay | 4.to clasificado |

##### Partidos internacionales
| 1 | 8 de julio de 2004  | Arequipa, Perú | Paraguay 1 - Costa Rica 0 | Copa América 2004 |
| 2 | 11 de julio de 2004 | Arequipa, Perú | Paraguay 1 - Chile 1      | Copa América 2004 |
| 3 | 14 de julio de 2004 | Arequipa, Perú | Brasil 1 - Paraguay 2     | Copa América 2004 |
| 4 | 18 de julio de 2004 | Tacna, Perú    | Paraguay 1 - Uruguay 3    | Copa América 2004 |

| 1  | 26 de noviembre de 2014 | Asunción, Paraguay  | Paraguay 5 - Perú 0          | Amistoso                        |
| 2  | 27 de noviembre de 2014 | Asunción, Paraguay  | Paraguay 4 - Perú 3          | Amistoso                        |
| 3  | 4 de marzo de 2015      | Asunción, Paraguay  | Paraguay 3 - Venezuela 2     | Campeonato Sudamericano de 2015 |
| 4  | 7 de marzo de 2015      | Capiatá, Paraguay   | Paraguay 2 - Brasil 2        | Campeonato Sudamericano de 2015 |
| 5  | 11 de marzo de 2015     | Asunción, Paraguay  | Paraguay 2 - Perú 0          | Campeonato Sudamericano de 2015 |
| 6  | 13 de marzo de 2015     | Luque, Paraguay     | Paraguay 1 - Colombia 1      | Campeonato Sudamericano de 2015 |
| 7  | 17 de marzo de 2015     | Luque, Paraguay     | Paraguay 4 - Colombia 0      | Campeonato Sudamericano de 2015 |
| 8  | 20 de marzo de 2015     | Asunción, Paraguay  | Paraguay 1 - Argentina 4     | Campeonato Sudamericano de 2015 |
| 9  | 23 de marzo de 2015     | Capiatá, Paraguay   | Paraguay 2 - Ecuador 2       | Campeonato Sudamericano de 2015 |
| 10 | 26 de marzo de 2015     | Asunción, Paraguay  | Paraguay 2 - Brasil 3        | Campeonato Sudamericano de 2015 |
| 11 | 29 de marzo de 2015     | Luque, Paraguay     | Paraguay 2 - Uruguay 1       | Campeonato Sudamericano de 2015 |
| 12 | 19 de octubre de 2015   | Puerto Montt, Chile | Siria 1 - Paraguay 4         | Copa Mundial de Fútbol de 2015  |
| 13 | 22 de octubre de 2015   | Puerto Montt, Chile | Paraguay 3 - Francia 4       | Copa Mundial de Fútbol de 2015  |
| 14 | 25 de octubre de 2015   | Puerto Montt, Chile | Paraguay 1 - Nueva Zelanda 2 | Copa Mundial de Fútbol de 2015  |

| 1  | 12 de junio de 2003     | Villa Montes, Bolivia   | Bolivia 1 - Paraguay 3              | Copa Paz del Chaco                |
| 2  | 9 de enero de 2004      | Concepción, Chile       | Brasil 3 - Paraguay 0               | Preolímpico Sudamericano de 2004  |
| 3  | 11 de enero de 2004     | Concepción, Chile       | Paraguay 3 - Venezuela 1            | Preolímpico Sudamericano de 2004  |
| 4  | 13 de enero de 2004     | Concepción, Chile       | Chile 3 - Paraguay 2                | Preolímpico Sudamericano de 2004  |
| 5  | 15 de enero de 2004     | Concepción, Chile       | Uruguay 1 - Paraguay 2              | Preolímpico Sudamericano de 2004  |
| 6  | 18 de enero de 2004     | Valparaíso, Chile       | Ecuador 0 (2) - Paraguay 0 (4)      | Preolímpico Sudamericano de 2004  |
| 7  | 21 de enero de 2004     | Valparaíso, Chile       | Chile 1 - Paraguay 2                | Preolímpico Sudamericano de 2004  |
| 8  | 23 de enero de 2004     | Viña del Mar, Chile     | Argentina 2 - Paraguay 1            | Preolímpico Sudamericano de 2004  |
| 9  | 25 de enero de 2004     | Viña del Mar, Chile     | Brasil 0 - Paraguay 1               | Preolímpico Sudamericano de 2004  |
| 10 | 25 de julio de 2004     | Faro, Portugal          | Portugal 5 - Paraguay 0             | Amistoso                          |
| 11 | 12 de agosto de 2004    | Salónica, Grecia        | Paraguay 4 - Japón 3                | Torneo Olímpico de Fútbol de 2004 |
| 12 | 15 de agosto de 2004    | Salónica, Grecia        | Paraguay 1 - Ghana 2                | Torneo Olímpico de Fútbol de 2004 |
| 13 | 18 de agosto de 2004    | Atenas, Grecia          | Paraguay 1 - Italia 0               | Torneo Olímpico de Fútbol de 2004 |
| 14 | 21 de agosto de 2004    | Salónica, Grecia        | Paraguay 3 - Corea del Sur 2        | Torneo Olímpico de Fútbol de 2004 |
| 15 | 24 de agosto de 2004    | Salónica, Grecia        | Irak 1 - Paraguay 3                 | Torneo Olímpico de Fútbol de 2004 |
| 16 | 28 de agosto de 2004    | Atenas, Grecia          | Argentina 1 - Paraguay 0            | Torneo Olímpico de Fútbol de 2004 |
| 17 | 15 de noviembre de 2023 | Asunción, Paraguay      | Paraguay 0 - Bolivia 1              | Amistoso                          |
| 18 | 18 de noviembre de 2023 | Asunción, Paraguay      | Paraguay 3 - Bolivia 1              | Amistoso                          |
| 19 | 10 de diciembre de 2023 | Buenos Aires, Argentina | Paraguay 2 - Ecuador 5              | Amistoso                          |
| 20 | 14 de diciembre de 2023 | Buenos Aires, Argentina | Paraguay 1 - Ecuador 0              | Amistoso                          |
| 21 | 18 de diciembre de 2023 | Asunción, Paraguay      | Paraguay 2 - Panamá 1               | Amistoso                          |
| 22 | 21 de diciembre de 2023 | Asunción, Paraguay      | Paraguay 1 - Panamá 0               | Amistoso                          |
| 23 | 13 de enero de 2024     | Maldonado, Uruguay      | Uruguay 4 - Paraguay 1              | Amistoso                          |
| 24 | 21 de enero de 2024     | Valencia, Venezuela     | Argentina 1 - Paraguay 1            | Preolímpico Sudamericano de 2024  |
| 25 | 24 de enero de 2024     | Valencia, Venezuela     | Paraguay 4 - Uruguay 3              | Preolímpico Sudamericano de 2024  |
| 26 | 27 de enero de 2024     | Valencia, Venezuela     | Paraguay 1 - Perú 0                 | Preolímpico Sudamericano de 2024  |
| 27 | 2 de febrero de 2024    | Caracas, Venezuela      | Chile 2 - Paraguay 1                | Preolímpico Sudamericano de 2024  |
| 28 | 5 de febrero de 2024    | Caracas, Venezuela      | Brasil 0 - Paraguay 1               | Preolímpico Sudamericano de 2024  |
| 29 | 8 de febrero de 2024    | Caracas, Venezuela      | Argentina 3 - Paraguay 3            | Preolímpico Sudamericano de 2024  |
| 30 | 11 de febrero de 2024   | Caracas, Venezuela      | Paraguay 2 - Venezuela 0            | Preolímpico Sudamericano de 2024  |
| 31 | 23 de marzo de 2024     | Asunción, Paraguay      | Paraguay 2 - República Dominicana 0 | Amistoso                          |
| 32 | 26 de marzo de 2024     | Asunción, Paraguay      | Paraguay 1 - República Dominicana 2 | Amistoso                          |
| 33 | 8 de junio de 2024      | Buenos Aires, Argentina | Argentina 4 - Paraguay 0            | Amistoso                          |
| 34 | 10 de junio de 2024     | Buenos Aires, Argentina | Argentina 2 - Paraguay 0            | Amistoso                          |
| 35 | 4 de julio de 2024      | Bayona, Francia         | Francia 4 - Paraguay 1              | Amistoso                          |
| 36 | 13 de julio de 2024     | Burdeos, Francia        | Estados Unidos 1 - Paraguay 0       | Amistoso                          |
| 37 | 18 de julio de 2024     | Hagetmau, Francia       | Ucrania 2 - Paraguay 2              | Amistoso                          |
| 38 | 24 de julio de 2024     | Burdeos, Francia        | Japón 5 - Paraguay 0                | Torneo Olímpico de Fútbol de 2024 |
| 39 | 27 de julio de 2024     | París, Francia          | Israel 2 - Paraguay 4               | Torneo Olímpico de Fútbol de 2024 |
| 40 | 30 de julio de 2024     | París, Francia          | Paraguay 1 - Malí 0                 | Torneo Olímpico de Fútbol de 2024 |
| 41 | 2 de agosto de 2024     | Marsella, Francia       | Egipto 1 (5) - Paraguay 1 (4)       | Torneo Olímpico de Fútbol de 2024 |

##### Resumen por competiciones
| Competición                     | Partidos | Ganados | Empatados | Perdidos | %       | Resultado        |
| Clubes                          | Clubes   | Clubes  | Clubes    | Clubes   | Clubes  | Clubes           |
| ------------------------------- | -------- | ------- | --------- | -------- | ------- | ---------------- |
| Primera División de México      | 10       | 2       | 2         | 6        | 26.67 % | 17.º lugar       |
| Serie A de Ecuador              | 7        | 1       | 1         | 5        | 19.05 % | 10.º lugar       |
| Primera División de Paraguay    | 210      | 64      | 55        | 91       | 39.21 % | Subcampeón       |
| División Intermedia             | 42       | 22      | 10        | 10       | 60.32 % | Subcampeón       |
| Primera División A              | 104      | 32      | 33        | 39       | 41.35 % | Campeón          |
| Segunda División B              | 32       | 8       | 13        | 11       | 38.54 % | 11.º lugar       |
| Copa Paraguay                   | 6        | 2       | 2         | 2        | 44.44 % | Octavos de final |
| Final de Ascenso                | 2        | 1       | 0         | 1        | 50 %    | Subcampeón       |
| Copa Libertadores               | 6        | 2       | 2         | 2        | 44.44 % | Fase de grupos   |
| Copa Sudamericana               | 1        | 1       | 0         | 0        | 100 %   | Primera fase     |
| Parcial clubes                  | 420      | 135     | 118       | 167      | 41.51 % | 2 Títulos        |
| Selecciones                     |          |         |           |          |         |                  |
| Juegos Olimpicos                | 10       | 6       | 1         | 3        | 63.33 % | Subcampeón       |
| Preolímpico Sudamericano Sub-23 | 15       | 8       | 3         | 4        | 60 %    | Campeón          |
| Nacional de Interligas          | 8        | 5       | 1         | 2        | 66.67 % | Semifinales      |
| Copa América                    | 4        | 2       | 1         | 1        | 58.33 % | Cuartos de final |
| Mundial Sub-17                  | 3        | 1       | 0         | 2        | 33.33 % | Fase de grupos   |
| Sudamericano Sub-17             | 9        | 4       | 3         | 2        | 55.55 % | Cuarto lugar     |
| Amistosos                       | 18       | 8       | 1         | 9        | 46.29 % | +8 PG            |
| Total selección                 | 67       | 34      | 10        | 23       | 55.73 % | 1 Título         |
| Parcial en su carrera           | 487      | 169     | 128       | 190      | 43.46 % | 3 Títulos        |

## Palmarés

### Como jugador

#### Títulos nacionales
| Título                     | Club                | País     | Año  |
| -------------------------- | ------------------- | -------- | ---- |
| División de Honor          | Cerro Porteño       | Paraguay | 1970 |
| División de Honor          | Cerro Porteño       | Paraguay | 1972 |
| División de Honor          | Cerro Porteño       | Paraguay | 1973 |
| División de Honor          | Cerro Porteño       | Paraguay | 1974 |
| Primera División de México | Cruz Azul           | México   | 1979 |
| Primera División de México | Cruz Azul           | México   | 1980 |
| Primera de Ascenso         | General Caballero   | Paraguay | 1986 |
| Segunda de Ascenso         | Sportivo Trinidense | Paraguay | 1987 |

### Como entrenador

#### Títulos nacionales
| Título             | Club                | País     | Año  |
| ------------------ | ------------------- | -------- | ---- |
| Segunda de Ascenso | Sportivo Trinidense | Paraguay | 1987 |
| Primera División A | Querétaro           | México   | 2005 |

#### Títulos internacionales
| Título                   | Equipo *        | Sede      | Año  |
| ------------------------ | --------------- | --------- | ---- |
| Juegos Olímpicos         | Paraguay sub-23 | Atenas    | 2004 |
| Preolímpico Sudamericano | Paraguay sub-23 | Venezuela | 2024 |

Nota * : incluyendo la selección.

### Distinciones individuales
- Primer jugador paraguayo (desde que se tienen registros) en anotar un triplete con Cruz Azul.[60]
- Máximo goleador del torneo para Cruz Azul en la temporada 1977-78 junto a los delanteros Horacio López Salgado y Alfredo Jiménez.[60]

| Distinción                                 | Año                    |
| ------------------------------------------ | ---------------------- |
| Revelación del Campeonato Paraguayo        | 1970                   |
| XI Ideal de la Primera División            | 1978, 1979, 1980, 1981 |
| Centrocampista Defensivo del Año en México | 1980, 1981             |
| Salón de la Fama de Cruz Azul              | 2005                   |
| Premio Arsenio Erico                       | 2024                   |
| Mejor Entrenador Olímpico                  | 2024                   |

### Distinciones honoríficas
| Distinción                                                                                   | Año  |
| -------------------------------------------------------------------------------------------- | ---- |
| Nominación como Visitante Ilustre de la ciudad de Coronel Oviedo.                            | 2004 |
| Título de «Hijo Dilecto» de la ciudad de Asunción.                                           | 2004 |
| Condición Honorífica de Visitante Distinguido de la ciudad de Arequipa.                      | 2004 |
| Condecoración a la Orden del Mérito de la Conmebol.                                          | 2012 |
| Nombrado como «Protagonista Destacado» de la historia de Cerro Porteño por la Conmebol.      | 2014 |
| Título de «Ciudadano Ilustre» de la República del Paraguay.                                  | 2016 |
| Título de «Ciudadano Ilustre» de la ciudad de Ñemby.                                         | 2024 |
| Homenaje a su trayectoria en el congreso «Encuentro del Fútbol Sudamericano» de la Conmebol. | 2024 |

| Predecesor: Cesare Maldini | Director Técnico de la Selección Paraguaya 2004 | Sucesor: Aníbal Ruiz |

## Vida privada
Carlos de los Santos nació el 1 de noviembre de 1950 en el barrio asunceno de Santísima Trinidad. Creciendo sin su padre Críspulo, fallecido en 1953, encontró en su madre Lidia Concepción una brújula moral, que lo llevó a desarrollar una personalidad tranquila, con lo que se mantuvo siempre alejado de los excesos y las distracciones:
«Yo era muy ordenado en el aspecto particular; me iba a la práctica, terminaba la práctica y regresaba a la casa. A mi nunca me gustó la disco, nunca me gustó la desvelada».
Carlos contrajo matrimonio en 1973 con Anselma Ramona Lezcano. El 9 de abril de 2003 su esposa falleció luego de haber padecido una enfermedad terminal. De su matrimonio nacieron Mabel y Carlos, este último siguiendo sus pasos siendo futbolista y entrenador, además de incursionar como comunicador en radio y televisión. Por su parte, su hija Mabel Lidia es directora de la primaria Colegio México con sede en la ciudad de Orizaba.
Se volvió a casar, esta vez con Natyn Coll, unión de la que surgieron dos hijos: Johan y Natalia. En 2017 recibió un homenaje como ídolo de Cerro Porteño en la inauguración de «La Nueva Olla». En el año 2020 fue incluido en el «Palco de los Campeones» del estadio Defensores del Chaco.
En abril de 2023 se dio a conocer que su hijo Carlos se encontraba internado a causa de una pancreatitis aguda. Carlos de los Santos comentó que su hijo se había sometido a trece cirugías a causa de la enfermedad. Estuvo internado en un sanatorio privado por 16 días, pero debido al alto costo que significó su tratamiento la familia debió llevarlo a un hospital público. Carlos Jara Lezcano falleció el 23 de mayo, a los 46 años de edad, luego de padecer el delicado cuadro de salud desde hacía unos meses.